# Nashik
Nashik este un oraș în India.